# Прва посланица Петрова
Да је ово посланица апостола Петра утврђује њена цела порука. Писац се представља као Петар. Наступа као старешина који опомиње не само вернике него и друге црквене старешине. Посланица је жива и спонтана какав је и менталитет Апостола Петра. У њој је сачувано првобитно учење о Крсту.